# Winnikowo (obwód wołogodzki)
Winnikowo (ros. Винниково) – wieś w Rosji, w rejonie wołogodzkim obwodu wołogodzkiego. W 2010 r. liczyła 6 mieszkańców.